# Chrysina baileyana
Chrysina baileyana es una especie de escarabajo del género Chrysina, familia Scarabaeidae. Fue descrita científicamente por Monzón en 2010.
Especie nativa de la región neotropical. Habita en Guatemala.